# Olga Ovdiychuk
Olga Ovdiychuk (en ucraniano: Ольга Вікторівна Овдійчук; Diuksyn, Ucrania; 16 de diciembre de 1993) es una futbolista ucraniana. Juega como extremo en el FK Zhytlobud – 1 de la liga de Ucrania. Es internacional absoluta con la Selección de Ucrania desde 2012.
Ha ganado 6 ligas y 6 copas de Ucrania y ha sido galardonada con el Balón de Oro a la mejor jugadora de fútbol de Ucrania en 2016 y 2017. Además ha sido máxima goleadora de la liga de Ucrania en 4 ocasiones y elegida mejor jugadora del campeonato en otras 2 ocasiones.

## Trayectoria

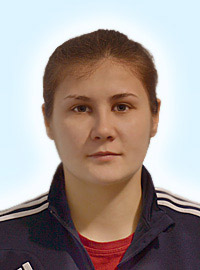
Foto de Ovdyichuk de la Federación de Fútbol de Ucrania

### Inicios en el Rodyna
Empezó a jugar fútbol en su colegio de Kostopil. Pasó a jugar en el Rodyna-Litsey Kostopil y debutó el 1 de mayo de 2009 con 15 años en la liga ucraniana en un partido que acabó en empate a uno ante el Yatran y en el que fue amonestada. Jugó al menos tres partidos más y en el último encuentro de la temporada, el 15 de octubre de 2009, marcó un doblete ante el Ateks Sport School-16.
En 2010 empezó a jugar de manera habitual, disputando doce de los catorce los encuentros de liga y marcando cuatro goles. El Rodyna-Litsey terminó en séptima posición de nueve equipos. Esa temporada debutó en la Copa de Ucrania, jugando los 90 minutos de la derrota por 3 a 0 ante el Illichivka.
En 2011 jugó otros doce encuentros de liga y marcó doce goles, la mitad del total que jugó el equipo. Marcó dos hat trick en la temporada, uno el 15 de mayo ante el Ateks Sport School-16, y otro ante el 5 de junio ante el Illichivka. El Rodyna terminó en cuarta posición de la tabla. Esa temporada debutó en la Liga de Campeones el 11 de agosto con el Lehenda, disputando tres encuentros y marcando un gol el 13 de agosto ante el FC Progrès Niedercorn. Quedaron segundas de su grupo y no se clasificaron para dieciseisavos de final.

### Títulos con el Zhytlobud-1 Járkov
En 2012 fichó por el FK Zhytlobud – 1, campeón de la última liga. Debutó el 21 de abril en la primera jornada liguera con empate a uno ante el Donchanka, y marcó su primer gol una semana más tarde ante el Neftekhimik, gol que significó la victoria por 1-0 ante el equipo con el que disputarían el campeonato. El 19 de mayo marcó 4 goles ante su exequipo, en la siguiente jornada 5 goles ante el Zhytlobud-1 y una semana después otros 4 goles ante Ilichivka. En su primera temporada fue la máxima goleadora de la liga, marcando 18 goles en 13 encuentros, y ganaron la liga. En la Copa fueron eliminadas en semifinales por el Neftekhimik, y en Liga de Campeones fueron eliminadas por el Apollon Limassol.
En 2013 volvió a ser la máxima goleadora con 17 goles en 13 partidos, quedándose sin marcar en tan sólo tres encuentros, y fue elegida mejor jugadora de la competición. El Zhytlobud – 1 se hizo con el doblete de liga y copa, ganando todos los partidos de las dos competiciones domésticas. En la Liga de Campeones volvieron a quedar segundas en la fase de grupos, esta vez tras el MTK Hungária.
En 2014 su contribución fue más discreta, marcando 9 goles de liga en 12 partidos, y volvió a hacer doblete de liga y copa. Esta vez la liga la conquistaron empatando a puntos con el Zhytlobud-2. Ambos equipos ganaron todos sus encuentros con el resto de participantes de la liga y empataron en los duelos directos, siendo el Zhytlobud-1 campeón por diferencia de goles. Un gol de Ovdyichuk ante el Lehenda fue fundamental para lograr el título. En la final de la Copa de Ucrania marcó un doblete para remontar el marcador ante el Lehenda. En la Liga de Campeones volvieron a quedar eliminadas en la fase de grupos, esta vez al caer ante el Glasgow City.
En 2015 marcó 11 goles en 13 encuentros de liga, siendo muy regular al principio de temporada y bajando el rendimiento del equipo a nivel global al ser campeones antes de finalizar el campeonato tras ganar los primeros once encuentros de manera consecutiva. Volvió a ser elegida la mejor jugadora de la liga y hacer otro doblete de liga y copa. En la Liga de Campeones volvieron a quedar eliminadas en la fase de grupos, esta vez al caer ante el PK-35 Vantaa.
En 2016 empezaron la liga empatando ante el Lehenda. A partir de ahí irían ganando todos los partidos a excepción del que les enfrentó al Zhytlobud-2, en el que Ovdyichuk adelantó a su equipo pero acabaron empatando a un gol. El Zhytlobud-2 ganó todos sus encuentros y llegaron a la última jornada de liga con dos puntos de ventaja sobre el Zhytlobud-1 que debía ganarles para poder ganar el campeonato. El partido concluyó con empate a 2 acabando con cinco años de dominio nacional del Zhytlobud-1. Ovdyichuk marcó 14 goles en 12 partidos y ganó su primer Balón de oro de Ucrania, que la acreditaba como mejor jugadora del país, y volvieron a ganar la Copa de Ucrania. En la Liga de Campeones volvieron a quedar eliminadas en la fase de grupos, esta vez siendo terceras.
En 2017 se adaptó el formato de competición al calendario europeo y se disputó una liga corta en la que marcó 8 goles en 7 partidos y el Zhytlobud – 1 volvió a quedar segundo tras el Zhytlobud – 2.
Inició la temporada 2017-18 marcando en las primeras 11 jornadas de liga, incluyendo cuatro hat tricks, uno de ellos ante el Zhytlobud – 2, que les dio el liderato en la liga. A mitad de la temporada recibió su segundo Balón de Oro como mejor jugadora ucraniana de 2017. En la segunda vuelta empataron sin goles ante el Zhytlobud – 2 lo que les dio una renta de 3 puntos que conservaron hasta el final del campeonato. Acabó la temporada como máxima goleadora con 28 goles en 18 encuentros de liga. En la Copa de Ucrania marcó 7 goles en 3 partidos, uno de ellos el gol de la remontada ante el Zhytlobud–2 en semifinales, y abriendo el marcador y marcando un triplete en la final ante el Lehenda, con lo que el equipo volvió a dominar ganando otro doblete de Liga y Copa.
En la temporada 2018-19 mejoró aún más sus registros goleadores marcando 30 goles en 16 partidos de liga, quedándose sin marcar en tan sólo 4 partidos, y marcando 5 goles en dos encuentros, 4 goles en un encuentro y 3 goles en otros dos encuentros. En las votaciones a Balón de Oro de Ucrania se quedó a 2 votos de ganar su tercer galardón consecutivo, perdiendo ante su compañera Darya Apanaschenko.
Volvió a hacerse con el título de máxima goleadora y ganar otra liga y copa. En la Liga de Campeones superaron por primera vez la fase de grupos y fueron eliminadas en dieciseisavos de final por el Linköpings FC.

### Atlético de Madrid

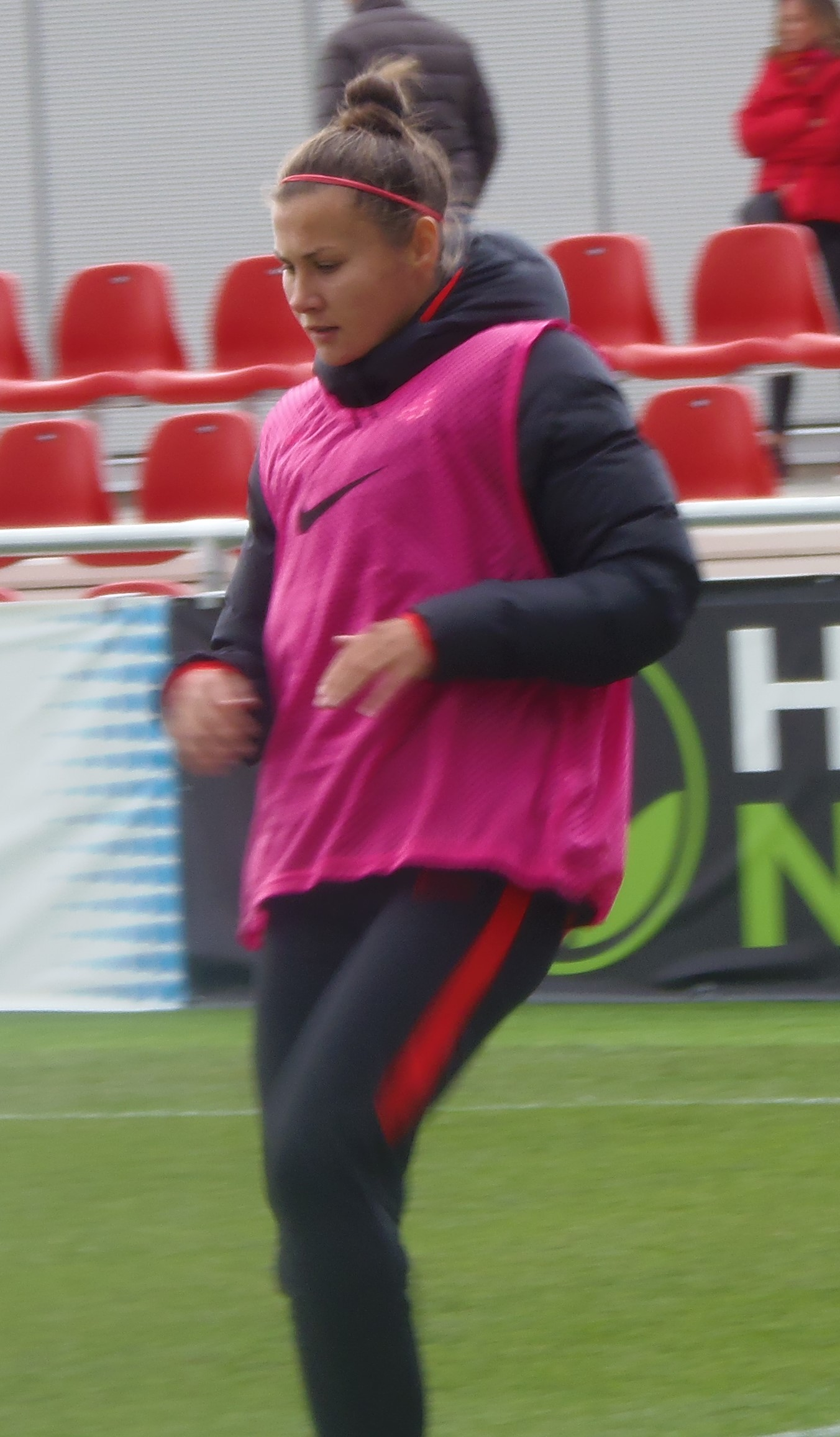
Olga Ovdychuk calentando en octubre de 2019

El 7 de julio de 2019 el Atlético de Madrid anunció su fichaje por el club rojiblanco. Debutó con el Atlético el 7 de septiembre de 2019 con victoria por 0-1 sobre el Sporting de Huelva en el Estadio Nuevo Colombino, sustituyendo a Kenti Robles en la segunda parte. No llegó a convencer a ninguno de los tres entrenadores que tuvo el club y sólo jugó en 8 partidos de liga, 2 de la Liga de campeones y en la semifinal la Supercopa en la que cayeron derrotadas por el F. C. Barcelona. No jugó en el partido de octavos de final de la Copa de la Reina ante el Betis en el que pasaron las sevillanas al vencer en la tanda de penaltis. El 15 de julio de 2020 el Atlético de Madrid anunció que habían llegado a un acuerdo para rescindir el contrato.

### Retorno a Ucrania
El 18 de agosto de 2020 se hizo oficial su regreso a su anterior club, el FK Zhytlobud – 1.

## Selección nacional

### Categorías inferiores
En julio de 2008, con 14 años, fue convocada por primera vez por la Selección Sub-17 para entrenar. El 21 de octubre de 2008 formó parte de la convocatoria para disputar la primera fase del Campeonato Europeo Sub-17 de 2009. Debutó el 23 de octubre en el primer partido de dicha fase, con victoria por 4 a 0 sobre Lituania. También participó en los otros dos partidos de la fase, con victorias por 9 a 0 sobre Moldavia y por 7 a 1 sobre Hungría, clasificándose para la Segunda fase de clasificación del torneo, que se disputó en abril de 2009 y en el que cayeron eliminadas tras caer derrotadas ante Suecia por 0 a 5, vencer a Moldavia por 5 a 2 y caer ante Noruega por 1 a 3. Ovdiychuk jugó los tres partidos.
En agosto de 2009, con 15 años, fue convocada para un entrenamiento con la Selección Sub-19. El 15 de septiembre fue convocada para participar en la primera fase de clasificación para Campeonato Europeo Sub-19 de 2010. Debutó el 19 de septiembre en el primer partido de la fase de clasificación ante Chipre, saliendo como suplente en el descanso y marcando su primer gol internacional pocos minutos después. El partido terminó con victoria ucraniana por 2 a 0. También jugó en los otros dos encuentros de la fase de clasificación, que se saldaron con derrotas por 1 a 0 ante Azerbaiyán y 4 a 0 ante España. Sin embargo Azerbaiyán fue descalificada y Ucrania avanzó a la segunda fase como segunda de grupo.
En octubre de 2009 participó en la primera fase de clasificación del Campeonato Europeo Sub-17 de 2010. El 21 de octubre marcó su primer gol y dio su primera asistencia en esta categoría en la victoria por 6 a 1 ante Kazajistán, y volvió a marcar dos días después en la victoria por 5 a 0 sobre Moldavia. En el tercer y último partido de la fase de clasificación perdieron por 2 a 1 ante Países Bajos pero se clasificaron para la segunda fase de clasificación como segundas de grupo. .
En febrero de 2010 jugó un torneo amistoso con la Selección Sub-17, marcando un gol ante Rusia y jugando un partido contra Kazajistán. En marzo de 2010 volvió a jugar con la Selección Sub-19 un torneo amistoso, en el que marcó un gol ante Estonia y otra contra la selección de la región de Ural, y participó en los tres partidos de la segunda fase de clasificación del Campeonato Europeo Sub-19, en el que Ucrania cayó por 3 a 0 ante Italia, y por 2 a 1 ante Bélgica, y ganó por 6 a 0 sobre Bosnia, no clasificándose para la fase final.
Dos semanas después jugó también la segunda fase de clasificación del Campeonato Europeo Sub-17. Participó en la derrota por 1 a 3 ante Irlanda, no pudo jugar el segundo partido por sanción y jugó en el empate a 2 ante Polonia, que supuso la eliminación del equipo y fue su último partido en esta categoría.
En septiembre de 2010 disputó los tres encuentros de la primera fase de clasificación para el Campeonato Europeo Sub-19 de 2011 que se saldaron con victorias sobre Israel y Bulgaria y derrota ante Islandia, clasificándose para la segunda fase como segundas de grupo. En marzo de 2011 jugó un amistoso y en abril disputó la segunda de fase de clasificación, tras participar en las derrotas por ante República Checa y Suiza, marcó el único gol ucraniano en la derrota por 7-1 ante Suecia que selló la eliminación del equipo y su último partido en esta categoría, a pesar de tener 17 años.

### Selección absoluta
El 2 de abril de 2012 fue convocada por primera vez con la selección absoluta. Debutó el 15 de septiembre de 2012 con 18 años ante Bielorrusia en el penúltimo partido de clasificación para la Eurocopa de 2013 al sustituir a Tetyana Romanenko en el minuto 74, que ganaron las ucranianas por 5 a 0. Fue suplente en el último partido del grupo, en el que Ucrania terminó segunda y se clasificó para los play-off. De nuevo fue suplente en la eliminatoria de play-off que las enfrentó a Islandia. Ucrania cayó eliminada tras caer por 2-3 en Sevastopol y 3-2 en Reikiavik.
En 2013 participó en un par de amistosos, y a partir de octubre jugó en todos los partidos de la Clasificación para el Mundial de Canadá 2015. Empezó jugando pocos minutos de suplente, pero el 14 de junio de 2014 dio la asistencia de uno de los goles ante Montenegro, y en el siguiente partido fue titular ante Inglaterra, en el que marcó su primer gol con la selección aunque no sirvió para evitar la derrota por 2 a 1. A partir de estas actuaciones se consolidó como titular en la selección, marcando y dando una asistencia de nuevo en los dos partidos que las enfrentaron a Bielorrusia. Ucrania quedó en segunda posición de su grupo y se clasificó entre las mejores segundas para disputar un play-off de clasificación, en el que cayeron eliminadas ante Italia.
En la Clasificación para la Eurocopa de 2017 perdió el puesto de titular, jugando seis encuentros como sustituta. Sólo fue titular en el último encuentro en Rumanía. Ucrania necesitaba vencer para tener opciones de quedar segunda y jugar los play-off. Rumanía abrió el marcador en el minuto 4 y Ovdiychuk marcó el gol del empate en el minuto 8, pero Rumanía volvió a marcar en el 11 y conservó el resultado, relegando a las ucranianas a la tercera plaza y eliminándolas. El 6 de agosto de 2016 marcó el único gol en un partido amistoso contra Bosnia-Herzegovina.
Recuperó la titularidad en la Clasificación para el Mundial de Francia de 2019, jugando todos los minutos de la fase de clasificación. En la victoria por 0 a 3 en Croacia dio dos asistencias, y ante Dinamarca marcó el gol del honor en el descuento. Pocos días después lograron infligir la única derrota que sufrió Suecia en la fase de clasificación, pero las derrotas ante Dinamarca hicieron que acabasen terceras y no pudieran participar en los play-off.
El 12 de junio de 2019 marcó un gol en un amistoso contra Bielorrusia. Fue titular en los partidos de clasificación para Eurocopa de 2021 ante Alemania, con sendas derrotas por 0-8 y 8-0, e Irlanda. Marcó un gol en el partido contra las irlandesas que no les sirvió para evitar la tercera derrota consecutiva en la clasificación (3-2). El 7 de marzo de 2020 volvió a marcar en el torneo amistoso Pinatar Cup ante irlanda del Norte.

## Estadísticas

### Clubes
Actualizado al último partido jugado el 16 de febrero de 2020.
| Club | Div.          | Temporada     | Liga  | Liga  | Liga   | Copas nacionales(1) | Copas nacionales(1) | Copas nacionales(1) | Copas internacionales(2) | Copas internacionales(2) | Copas internacionales(2) | Total | Total | Total  | Media goleadora(3) |
| Club | Div.          | Temporada     | Part. | Goles | Asist. | Part.               | Goles               | Asist.              | Part.                    | Goles                    | Asist.                   | Part. | Goles | Asist. | Media goleadora(3) |
| --- | ------------- | ------------- | ----- | ----- | ------ | ------------------- | ------------------- | ------------------- | ------------------------ | ------------------------ | ------------------------ | ----- | ----- | ------ | ------------------ |
| Rodyna-Litsey Kostopil · Ucrania | 1.ª Div.      | 2009          | 4+    | 2     |        |                     |                     |                     |                          |                          |                          | 4+    | 2     |        | 0,50               |
| Rodyna-Litsey Kostopil · Ucrania | 1.ª Div.      | 2010          | 12    | 4     |        | 1                   | 0                   |                     |                          |                          |                          | 13    | 4     |        | 0,31               |
| Rodyna-Litsey Kostopil · Ucrania | 1.ª Div.      | 2011          | 12    | 12    |        | 1                   | 0                   |                     |                          |                          |                          | 16    | 13    |        | 0,81               |
| Rodyna-Litsey Kostopil · Ucrania | Total club    | Total club    | 28+   | 18    |        | 2                   | 0                   |                     |                          |                          |                          | 30+   | 18    |        | 0,60               |
| Lehenda · Ucrania | 1.ª Div.      | 2011-12       |       |       |        |                     |                     |                     | 3                        | 1                        |                          | 3     | 1     |        | 0,33               |
| Lehenda · Ucrania | Total club    | Total club    |       |       |        |                     |                     |                     | 3                        | 1                        |                          | 3     | 1     |        | 0,33               |
| FK Zhytlobud – 1 · Ucrania | 1.ª Div.      | 2012          | 13    | 18    |        | 3                   | 3                   |                     | 3                        | 2                        | 1                        | 19    | 23    | 1+     | 1,21               |
| FK Zhytlobud – 1 · Ucrania | 1.ª Div.      | 2013          | 13    | 17    |        | 2                   | 2                   |                     | 3                        | 3                        | 1                        | 18    | 22    | 1+     | 1,22               |
| FK Zhytlobud – 1 · Ucrania | 1.ª Div.      | 2014          | 12    | 9     |        | 2                   | 3                   |                     | 3                        | 0                        | 2                        | 17    | 12    | 2+     | 0,71               |
| FK Zhytlobud – 1 · Ucrania | 1.ª Div.      | 2015          | 13    | 11    |        | 3                   | 7                   |                     | 3                        | 4                        | 1                        | 19    | 22    | 1+     | 1,16               |
| FK Zhytlobud – 1 · Ucrania | 1.ª Div.      | 2016          | 12    | 14    |        | 3                   | 0                   |                     | 3                        | 0                        | 0                        | 18    | 14    |        | 0,78               |
| FK Zhytlobud – 1 · Ucrania | 1.ª Div.      | 2017          | 7     | 8     |        |                     |                     |                     |                          |                          |                          | 7     | 8     |        | 1,14               |
| FK Zhytlobud – 1 · Ucrania | 1.ª Div.      | 2017-18       | 18    | 28    |        | 3                   | 7                   |                     |                          |                          |                          | 21    | 35    |        | 1,67               |
| FK Zhytlobud – 1 · Ucrania | 1.ª Div.      | 2018-19       | 16    | 30    |        | 3                   | 5                   |                     | 4                        | 1                        | 1                        | 23    | 36    | 1+     | 1,57               |
| FK Zhytlobud – 1 · Ucrania | Total club    | Total club    | 104   | 135   |        | 19                  | 27                  |                     | 22                       | 11                       | 6                        | 145   | 173   | 6+     | 1,19               |
| Atlético de Madrid · España | 1.ª           | 2019-20       | 8     | 0     | 0      | 1                   | 0                   | 0                   | 2                        | 0                        | 0                        | 11    | 0     | 0      | 0,00               |
| Atlético de Madrid · España | Total club    | Total club    | 8     | 0     | 0      | 1                   | 0                   | 0                   | 2                        | 0                        | 0                        | 11    | 0     | 0      | 0,00               |
| Total carrera | Total carrera | Total carrera | 140+  | 153   |        | 22                  | 27                  |                     | 27                       | 12                       | 6                        | 189+  | 192   | 6+     | 1,02               |
| (1) Incluye datos de Copa de Ucrania y Supercopa de España (2) Incluye datos de [Liga de Campeones]. (3) No incluye goles en partidos amistosos ni Torneos de Invierno de Ucrania. |               |               |       |       |        |                     |                     |                     |                          |                          |                          |       |       |        |                    |

### Selección
Actualizado al último partido jugado el 10 de marzo de 2020.
| Selecciones                                                                                                | Año           | Europeo(4) | Europeo(4) | Europeo(4) | Mundial (4) | Mundial (4) | Mundial (4) | Amistosos | Amistosos | Amistosos | Total | Total | Total  | Media goleadora |
| Selecciones                                                                                                | Año           | Part.      | Goles      | Asist.     | Part.       | Goles       | Asist.      | Part.     | Goles     | Asist.    | Part. | Goles | Asist. | Media goleadora |
| --- | ------------- | ---------- | ---------- | ---------- | ----------- | ----------- | ----------- | --------- | --------- | --------- | ----- | ----- | ------ | --------------- |
| Sub-17 · Ucrania                                                                                           | 2008          | 3          | 0          | 0          |             |             |             |           |           |           | 3     | 0     | 0      | 0,00            |
| Sub-17 · Ucrania                                                                                           | 2009          | 6          | 2          | 1          |             |             |             |           |           |           | 6     | 2     | 1      | 0,33            |
| Sub-17 · Ucrania                                                                                           | 2010          | 2          | 0          | 0          |             |             |             | 2         | 1         | 0         | 4     | 1     | 0      | 0,25            |
| Sub-17 · Ucrania                                                                                           | Total         | 11         | 2          | 1          | 0           | 0           | 0           | 2         | 1         | 0         | 13    | 4     | 1      | 0,31            |
| Sub-19 · Ucrania                                                                                           | 2009          | 3          | 1          | 0          |             |             |             |           |           |           | 3     | 1     | 0      | 0,33            |
| Sub-19 · Ucrania                                                                                           | 2010          | 6          | 0          | 0          |             |             |             | 2         | 2         | 0         | 8     | 2     | 0      | 0,25            |
| Sub-19 · Ucrania                                                                                           | 2011          | 3          | 1          | 0          |             |             |             | 1         | 0         | 0         | 4     | 1     | 0      | 0,25            |
| Sub-19 · Ucrania                                                                                           | Total         | 12         | 2          | 0          | 0           | 0           | 0           | 3         | 2         | 0         | 15    | 4     | 0      | 0,27            |
| Abs · Ucrania                                                                                              | 2012          | 1          | 0          | 0          |             |             |             |           |           |           | 1     | 0     | 0      | 0,00            |
| Abs · Ucrania                                                                                              | 2013          |            |            |            | 1           | 0           | 0           | 2         | 0         | 0         | 3     | 0     | 0      | 0,00            |
| Abs · Ucrania                                                                                              | 2014          |            |            |            | 11          | 2           | 2           |           |           |           | 11    | 2     | 2      | 0,18            |
| Abs · Ucrania                                                                                              | 2015          | 2          | 0          | 0          |             |             |             | 1         | 0         | 0         | 3     | 0     | 0      | 0,00            |
| Abs · Ucrania                                                                                              | 2016          | 5          | 1          | 0          |             |             |             | 4         | 1         | 0         | 9     | 2     | 0      | 0,22            |
| Abs · Ucrania                                                                                              | 2017          |            |            |            | 2           | 0           | 0           | 3         | 0         | 0         | 5     | 0     | 0      | 0,00            |
| Abs · Ucrania                                                                                              | 2018          |            |            |            | 6           | 1           | 2           | 6         | 0         | 0         | 12    | 1     | 2      | 0,08            |
| Abs · Ucrania                                                                                              | 2019          | 3          | 1          | 0          |             |             |             | 4         | 1         | 0         | 7     | 2     | 0      | 0,28            |
| Abs · Ucrania                                                                                              | 2020          |            |            |            |             |             |             | 3         | 1         | 0         | 3     | 1     | 0      | 0,33            |
| Abs · Ucrania                                                                                              | Total         | 11         | 2          | 0          | 20          | 3           | 4           | 22        | 3         | 0         | 54    | 8     | 4      | 0,15            |
| Total carrera                                                                                              | Total carrera | 34         | 6          |            | 20          | 3           | 4           | 27        | 6         | 0         | 82    | 16    | 5      | 0,20            |
| (4) Se incluyen partidos en fases clasificatorias, no incluye Torneo de Exentos ni Torneo Desarrollo UEFA. |               |            |            |            |             |             |             |           |           |           |       |       |        |                 |

## Palmarés

### Campeonatos nacionales
| Título         | Club             | País    | Año     |
| -------------- | ---------------- | ------- | ------- |
| Liga Ucraniana | FK Zhytlobud – 1 | Ucrania | 2012    |
| Liga Ucraniana | FK Zhytlobud – 1 | Ucrania | 2013    |
| Copa Ucraniana | FK Zhytlobud – 1 | Ucrania | 2013    |
| Liga Ucraniana | FK Zhytlobud – 1 | Ucrania | 2014    |
| Copa Ucraniana | FK Zhytlobud – 1 | Ucrania | 2014    |
| Liga Ucraniana | FK Zhytlobud – 1 | Ucrania | 2015    |
| Copa Ucraniana | FK Zhytlobud – 1 | Ucrania | 2015    |
| Copa Ucraniana | FK Zhytlobud – 1 | Ucrania | 2016    |
| Liga Ucraniana | FK Zhytlobud – 1 | Ucrania | 2017-18 |
| Copa Ucraniana | FK Zhytlobud – 1 | Ucrania | 2018    |
| Liga Ucraniana | FK Zhytlobud – 1 | Ucrania | 2018-19 |
| Copa Ucraniana | FK Zhytlobud – 1 | Ucrania | 2019    |

### Distinciones individuales
| Distinción                            | Año     |
| ------------------------------------- | ------- |
| Máxima Goleadora de la Liga Ucraniana | 2012    |
| Máxima Goleadora de la Liga Ucraniana | 2013    |
| Mejor Jugadora de la Liga Ucraniana   | 2013    |
| Mejor Jugadora de la Liga Ucraniana   | 2015    |
| Balón de Oro de Ucrania               | 2016    |
| Balón de Oro de Ucrania               | 2017    |
| Máxima Goleadora de la Liga Ucraniana | 2017-18 |
| Máxima Goleadora de la Liga Ucraniana | 2018-19 |